# Hiparco de Nicea
Hiparco de Nicea (griego antiguo: Ίππαρχος ὁ Νικαεύς, Hípparkhos ho Nikaéus; latín: Hipparchus Nicaeensis), también conocido como Hiparco de Rodas (Ίππαρχος ὁ Ρόδιος, Hípparkhos ho Ródios; Hipparchus Rodiensis) (Nicea, c. 190 a. C.-Rodas, c. 120 a. C.), fue un astrónomo, geógrafo y matemático griego, que nació en la antigua ciudad griega de Nicea (sus ruinas se encuentran próximas a la actual ciudad de Iznik, Turquía). Entre sus aportaciones cabe destacar: el primer catálogo de estrellas; la división del día en 24 horas de igual duración, el descubrimiento de la precesión de los equinoccios; la distinción entre año sidéreo y año trópico, mayor precisión en la medida de la distancia Tierra-Luna y de la oblicuidad de la eclíptica, la invención de la trigonometría (por lo cual es considerado el padre de la trigonometría) y de los conceptos de longitud y latitud geográficas.[cita requerida]
Elaboró el primer catálogo de estrellas que contenía la posición en coordenadas eclípticas de 850 estrellas. Influyó en Hiparco la aparición de una estrella nova, Nova Scorpii, en el año 134 a. C. y el pretender fijar la posición del equinoccio de primavera sobre el fondo de estrellas.[cita requerida]
Con el propósito de elaborar dicho catálogo, Hiparco inventó instrumentos, especialmente un teodolito, para indicar posiciones y magnitudes, de forma que fuese fácil descubrir si las estrellas morían o nacían, si se movían o si aumentaban o disminuían de brillo. Además, clasificó las estrellas según su intensidad, clasificándolas en magnitudes, según su grado de brillo.[cita requerida] Realizó observaciones del firmamento en Rodas y quizá también en Alejandría, considerándosele el «fundador de la astronomía inductiva en el sentido moderno».

## Vida y obra
Hiparco nació en Nicea (griego Νίκαια), en Bitinia. No se conocen las fechas exactas de su vida, pero Ptolomeo le atribuye observaciones astronómicas en el período de 147 a 127 a. C., y algunas de ellas se afirman como realizadas en Rodas. Es posible que él también haya hecho observaciones anteriores desde 162 a. C. Su fecha de nacimiento (alrededor de 190 a. C.) fue calculada por Delambre basándose en indicios incluidos en su obra. Hiparco debe haber vivido algún tiempo después del 127 a. C., porque analizó y publicó sus observaciones de ese año. Hiparco obtuvo información de Alejandría así como de Babilonia, pero no se sabe cuándo visitó estos lugares o si lo hizo. Se cree que murió en la isla de Rodas, donde parece haber pasado la mayor parte de sus últimos años.
En los siglos segundo y tercero, se hicieron monedas en su honor en Bitinia, que llevan su nombre y lo muestran con un globo terráqueo.

Relativamente poco del trabajo directo de Hiparco sobrevive hasta los tiempos modernos. Aunque escribió al menos catorce libros, los copistas posteriores sólo conservaron su comentario sobre el popular poema astronómico de Arato. La mayor parte de lo que se sabe acerca de Hiparco proviene de la Geografía de Estrabón y la Historia natural del siglo I, del Almagesto de Ptolomeo del siglo II, y de referencias a él en el siglo IV escritas por Papo y Teón de Alejandría en sus comentarios sobre el Almagesto.
Hiparco fue uno de los primeros en calcular un sistema heliocéntrico, pero abandonó su trabajo porque la ciencia de la época creía que la circularidad perfecta era obligatoria. Aunque un contemporáneo de Hiparco, Seleuco de Seleucia, seguía siendo un defensor del modelo heliocéntrico, el rechazo de Hiparco del heliocentrismo fue apoyado por ideas de Aristóteles y permaneció dominante durante casi 2000 años hasta que el heliocentrismo copernicano convirtió la marea del debate.
La única obra conservada de Hiparco es Τῶν Ἀράτου καὶ Εὐδόξου φαινομένων ἐξήγησις («Comentario sobre los fenómenos de Eudoxo y Arato»). Este es un comentario muy crítico en dos libros sobre un poema popular de Arato basado en la obra de Eudoxo. Hiparco también hizo una lista de sus principales obras que aparentemente lista unos catorce libros, pero que solo se conoce por referencias de autores posteriores. Su famoso catálogo de estrellas se incorporó al de Ptolomeo y puede reconstruirse casi perfectamente restando dos y dos tercios de las longitudes de las estrellas de Ptolomeo. Aparentemente, la primera tabla trigonométrica fue compilada por Hiparco, quien, en consecuencia, se conoce hoy como «el padre de la trigonometría».

## Primer catálogo de estrellas

Imagen de los palimpsestos del catálogo de estrellas bajo luz normal, bajo análisis multiespectral y reconstrucción del texto oculto.

El catálogo de estrellas de Hiparco se puede encontrar en el Almagesto de Ptolomeo, libros VII y VIII. Aunque Ptolomeo afirmaba ser su observador, muchas evidencias apuntan a Hiparco como su verdadero autor. El catálogo contiene las posiciones de 850 estrellas en 48 constelaciones. Las posiciones de las estrellas se dan en coordenadas eclípticas universales. En 2022, se anunció el descubrimiento de parte del catálogo de estrellas de Hiparco en un pergamino originalmente preservado en el Monasterio de Santa Catarina en la Península del Sinaí, y redescubierto en el siglo XIX por Agnes y Margaret Smith.  Para leerlo fue necesario emplear técnicas de análisis multiespectral que revelaron los palimpsestos en el pergamino.

## Precesión de los equinoccios
Hiparco es generalmente reconocido como el descubridor de la precesión de los equinoccios en 127 a. C. Sus dos libros sobre la precesión, «acerca del desplazamiento de los puntos de los solsticios y equinoccios» y de «la medida del año», son ambos mencionados en el Almagesto ptolemaico. De acuerdo a este último, Hiparco midió la posición de Spica y Régulo y otras estrellas brillantes. Comparando sus medidas con los datos de sus predecesores, Timocares y Aristilo, concluyó que Spica se había movido 2° con respecto al equinoccio otoñal. Además comparó las medidas del año trópico (el tiempo que le toma al sol regresar a un equinoccio) y el año sideral (el tiempo que le toma al sol regresar a una estrella determinada) y encontró una pequeña discrepancia. Hiparco concluyó que los equinoccios se movían (precesión) a través del zodíaco, y que la razón de esta precesión no era menos que 1° en un siglo.

## Distinción entre año sidéreo y año trópico
Después de medir el valor de la precesión de los equinoccios, y como consecuencia de ello, Hiparco diferenció entre el año sidéreo y el año trópico y estableció su duración en 365 días 6 horas 10 minutos , respectivamente, con errores de 1 hora, 6 minutos y 15 segundos, respectivamente. Entendió que el que se debía adoptar era el año trópico por ser el que está en armonía con las estaciones del año.

## Cálculo de la distancia a la Luna
Consiguió una excelente aproximación de la distancia entre la Tierra y la Luna, ya intentada por Aristarco de Samos, usando eclipses lunares totales de duración máxima. Hiparco calculó que esta distancia era de treinta veces el diámetro terrestre, calculado previamente por Eratóstenes. Es decir, unos 384.000 kilómetros.La distancia real promedio es de 384.400 kilómetros.

## Invención de la trigonometría
Por otra parte, Hiparco es el inventor de la trigonometría, cuyo objeto consiste en relacionar las medidas angulares con las lineales. Las necesidades de ese tipo de cálculos es muy frecuente en astronomía.
Hiparco construyó una tabla de cuerdas, que equivalía a una moderna tabla de senos. Con la ayuda de dicha tabla, pudo fácilmente relacionar los lados y los ángulos de todo triángulo plano. Ahora bien, los triángulos dibujados sobre la superficie de la esfera celeste no son planos, sino esféricos, constituyendo la trigonometría esférica.
Este invento, sin embargo, podría haberse dado ya mil años antes de Hiparco. Se ha descubierto una tabla babilónica, que se ha denominado como Plimpton 322, que es mil años anterior y que se ha interpretado, con algunas controversias, como una tabla trigonométrica.

## Medida de la oblicuidad de la eclíptica
Mejoró la precisión en la medición de la oblicuidad de la Eclíptica respecto a la que había realizado anteriormente Eratóstenes.

## Paralelos y meridianos
En geografía fue el primero en dividir la Tierra en meridianos y paralelos, haciendo usuales los conceptos de longitud y latitud de un lugar o espacio, e intentó proyectar fielmente la Tierra esférica en un mapa bidimensional.

## División del día en horas de igual duración
Hiparco fue el primero en proponer que el día se dividiera en horas de igual duración.
Hiparco, que utilizó el sistema sexagesimal de los babilonios (que dividían la circunferencia en 360 grados y cada grado en 60 minutos) para realizar su división geométrica de la Tierra en meridianos, consideró que el día podía considerarse como una circunferencia que se correspondía al ciclo diario del sol y, que como tal, ser dividida también en partes (las horas) de igual duración, al contrario de las horas de desigual duración que se estaban utilizando entonces.
A pesar de esta propuesta de Hiparco, no fue hasta la invención del reloj mecánico, en el siglo XIV, que se generalizó la división en horas de igual duración.

## Geografía
El tratado de Hiparco Contra la geografía de Eratóstenes en tres libros no se conserva. 
La mayor parte de nuestro conocimiento proviene de Estrabón, según quien Hiparco criticó a fondo y a menudo injustamente a Eratóstenes, principalmente por las contradicciones internas y la inexactitud en la determinación de las posiciones de las localidades geográficas. Hiparco insiste en que un mapa geográfico debe basarse únicamente en medidas astronómicas de latitudes y longitudes y triangulación para encontrar distancias desconocidas.
En teoría y métodos geográficos, Hiparco introdujo tres innovaciones principales.
Fue el primero en utilizar la cuadrícula de grados, para determinar la latitud geográfica a partir de observaciones estelares, y no solo de la altitud del Sol, un método conocido mucho antes que él, y en sugerir que la longitud geográfica podría determinarse mediante observaciones simultáneas de eclipses lunares en lugares distantes. En la parte práctica de su obra, la llamada "tabla de climata", Hiparco enumeró latitudes para varias decenas de localidades. En particular, mejoró los valores de Eratóstenes' para las latitudes de Atenas, Sicilia y el extremo sur de la India. Al calcular las latitudes de climata (latitudes correlacionadas con la duración del día solsticial más largo), Hiparco utilizó un valor inesperadamente preciso para la la oblicuidad de la eclíptica, 23°40' (el valor real en la segunda mitad del siglo II a. C. era de aproximadamente 23°43'), mientras que todos los demás autores antiguos conocían solo un valor aproximadamente redondeado de 24°, e incluso Ptolomeo usó un valor menos preciso, 23°51'.
Hiparco se opuso a la opinión generalmente aceptada en el período helenístico de que el Océano Atlántico, el Océano Índico y el Mar Caspio son partes de un solo océano. Al mismo tiempo extiende los límites de la oikoumene, es decir, la parte habitada de la tierra, hasta el ecuador y el Círculo Ártico.
Las ideas de Hiparco encontraron su reflejo en la Geografía de Ptolomeo. En esencia, el trabajo de Ptolomeo es un intento extenso de realizar la visión de Hiparco de lo que debería ser la geografía.

## Eponimia
- El cráter lunar Hipparchus, que lleva este nombre en su honor.
- El cráter marciano Hipparchus, que también conmemora su nombre.
- El asteroide (4000) Hipparchus.
- El satélite Hipparcos de la Agencia Espacial Europea, englobado dentro de la misión astrométrica Hiparco.